# Vladimir Jorga
Vladimir Jorga (Beograd, 10. srpnja 1939.), srbijanski majstor borilačkih vještina, osnivač karatea u Srbiji i SFR Jugoslaviji. Nosilac je 10. Dana u karateu. Umirovljeni je redovni profesor higijene i medicinske ekologije na Medicinskom fakultetu Sveučilišta u Beogradu. Stariji je brat Ilije Jorge.

## Životopis
Kada je 1955. godine japanski majstor Nagaoka prvi put na prostorima Jugoslavije demonstrirao karate, Vladimir Jorga poželio je da nauči tu vještinu. Nije mnogo prošlo i Jorga je u Gimnaziji u Vršcu okupio skupinu mladića, među njima i mlađeg brata Iliju, kako bi zajedno učili i vježbali karate. Vladimir Jorga je bio prvi instruktor karatea u SFR Jugoslaviji. Njegov prvi učenik bio je brat Ilija.
Vježbajući karate Vladimir Jorga je postao vrhunski športista, višegodišnji jugoslavenski šampion u karateu. Prvi put je postao Sveučilišni šampion kao student medicine 1963. godine, a vrhunske športske rezultate postizat će sve do 1975. godine.
Kao instruktor jugoslavenske karate reprezentacije, sudija i profesor na Sveučilištu u Beogradu, dekan na Međunarodnom fakultetu za šport pri Europskom centru za mir i razvoj, šef Katedre za športsku medicinu, dao je svoj veliki doprinos, da se tradicionalne vrijednosti karatea znanstveno istražuju i potvrde, da se karate popularizira u Jugoslaviji i širom svijeta. U toj oblasti uradio je i objavio u srbijanskim i međunarodnim stručno medicinskim i športskim časopisima preko 170 znanstvenih radova.
Biran je za prvog predsjednika Jugoslavenske karate organizacije 1968. godine i kroz međunarodnu karate organizaciju davao je svoj doprinos razvoju tradicionalnog karatea. Potpredsjednik je Svjetske federacije tradicionalnog karatea (WFTK) i Europske federacije tradicionalnog karatea (ETKF).
Bio je učenik japanskog majstora Hidetake Nishiyame.

## Djela
- Karate: uvod u jednu veštinu borenja (s Ilijom Jorgom i Petrom Đurićem) (Beograd, 1968)
- Heian kata N°1: karate-tehnike za žuti pojas (s Ilijom Jorgom i Petrom Đurićem) (Beograd, 1972)
- Internacionalna karate pravila borenja i suđenja: sa komentarima i primerima iz prakse (s Ilijom Jorgom i Petrom Đurićem) (Beograd, 1973)
- Nunčaku i karate: prikaz jedne borilačke veštine karate majstora sa Okinave (s Ilijom Jorgom i Petrom Đurićem) (Beograd, 1975)
- Teki i enpi kata: obavezni sastavi karate-tehnika za učenike i majstore (s Ilijom Jorgom i Petrom Đurićem) (Beograd, 1978)
- Pravila sportske karate borbe (s Ilijom Jorgom i Petrom Đurićem) (Beograd, 1981)
- Nunčaku i karate: veština borenja nunčakom zasnovana na elementima karatea (s Ilijom Jorgom i Petrom Đurićem) (Beograd, 1982)
- Karate: majstorske kate. Knj. 1, Basai-dai, Kanku-dai, Đion (s Ilijom Jorgom i Petrom Đurićem) (Beograd, 1985)
- Karate: majstorske kate. Knj. 2, Hangecu, Gankaku, Niđu-šiho, Unsu (s Ilijom Jorgom i Petrom Đurićem) (Beograd 1986)

## Vanjske poveznice
- World Fudokan Federation  Arhivirana inačica izvorne stranice od 6. svibnja 2020. (Wayback Machine)